# 李佚名
李佚名（？—？），清朝政治人物。
李佚名曾于1689年接替朱万锦任上海县知县一职，1689年由董鼎祚接任。